# Blood on the Tracks
Blood on the Tracks — п'ятнадцятий студійний альбом американського музиканта та автора пісень Боба Ділана, виданий 20 січня 1975 року лейблом Columbia Records.
2003 року альбом посів 16-ту позицію у "Списку 500 найкращих альбомів усіх часів за версією журналу «Rolling Stone», піднявшись до 9-ї у 2020-му. 2004-го платівка ввійшла під № 5 у "Список 100 найкращих альбомів 1970-х за версією журналу «Pitchfork».
У 2015 році платівку було внесено до Залу слави «Греммі».

## Про альбом
Після виходу платівку одразу стали зараховувати до числа найкращих робіт Ділана. Альбом отримав позитивні відгуки від музичних критиків. Більша частина пісень альбому порушує теми душевного болю, гніву та самотності. Альбом очолив чарт Billboard 200 та досягнув № 4 у UK Albums Chart. Сингл «Tangled Up in Blue» піднявся до № 31 у Billboard Hot 100. Альбом залишається одним із комерційно найкращих альбомів, отримавши двічі платиновий статус від RIAA.

## Список пісень
| #   | Назва                                       | Тривалість |
| --- | ------------------------------------------- | ---------- |
| 1.  | «Tangled Up in Blue»                        | 5:40       |
| 2.  | «Simple Twist of Fate»                      | 4:18       |
| 3.  | «You're a Big Girl Now»                     | 4:36       |
| 4.  | «Idiot Wind»                                | 7:45       |
| 5.  | «You're Gonna Make Me Lonesome When You Go» | 2:58       |
| 6.  | «Meet Me in the Morning»                    | 4:19       |
| 7.  | «Lily, Rosemary and the Jack of Hearts»     | 8:50       |
| 8.  | «If You See Her, Say Hello»                 | 4:46       |
| 9.  | «Shelter from the Storm»                    | 4:59       |
| 10. | «Buckets of Rain»                           | 3:29       |

## Чарт
| Чарт (1975)                                          | Найвища позиція |
| ---------------------------------------------------- | --------------- |
| Canadian Albums (RPM)                                | 1               |
| Нідерланди Dutch Albums (MegaCharts)                 | 5               |
| Німеччина German Albums (Offizielle Top 100)         | 45              |
| Нова Зеландія New Zealand Albums (Recorded Music NZ) | 1               |
| Норвегія Norwegian Albums (VG-lista)                 | 2               |
| Spanish Albums Chart                                 | 3               |
| Велика Британія UK Albums (OCC)                      | 4               |
| США Billboard 200                                    | 1               |
| Чарт (2000)                                          | Найвища позиція |
| Ірландія Irish Albums (IRMA)                         | 38              |
| Чарт (2019)                                          | Найвища позиція |
| Португалія Portuguese Albums (AFP)                   | 48              |

| Чарт (1975)                  | Позиція |
| ---------------------------- | ------- |
| Dutch Albums (Album Top 100) | 31      |
| UK Albums (OCC)              | 49      |
| US Billboard 200             | 40      |

### Сингли
| Рік  | Сингл                | Найвища позиція |
| Рік  | Сингл                | US              |
| ---- | -------------------- | --------------- |
| 1975 | «Tangled Up in Blue» | 31              |

## Сертифікації
| Регіон                                             | Сертифікація  | Продажі    |
| -------------------------------------------------- | ------------- | ---------- |
| Канада (Music Canada)                              | Платиновий    | 100 000^   |
| Італія                                             | —             | 100,000    |
| Велика Британія (BPI)                              | Платиновий    | 300 000^   |
| США (RIAA)                                         | 2× Платиновий | 2 000 000^ |
| ^відвантаження, що базуються лише на сертифікаціях |               |            |